# Ламія Афінська
Ламія (дав.-гр. Λαμία; бл. 340 — після 302 до н. е.) — афінська гетера, коханка базилевса Деметрія Поліоркета.

## Біографія
Дочка афінянина Клеанора, приблизна дата народження якої визначається на основі повідомлення Плутарха про різницю у віці між нею і Деметрієм.
За словами Плутарха, «спочатку була відома майстерною грою на флейті, як і більшість дівчат, які займалися цим ремеслом, одночасно була повією, і згодом здобула гучну славу мистецтвом любові».
Була взята людьми Антигона і Деметрія серед трофеїв у битві з військами і флотом Птолемея у Саламіна на Кіпрі у 306 році до н. е. і стала коханкою Деметрія.
Звільнення у 304 році до н. е. Афін Деметрієм від облоги Кассандра дозволило Ламії повернутися на батьківщину. Деметрій, що став в 302 році до н. е. на Істмійському конгресі, гегемоном відновленого Еллінського союзу, фактично розпоряджався в Афінах як цар, і змусив жителів влаштувати на честь двох його конкубін святилища Афродіти Ламії та Леєни, де ці гетери шанувалися як втілення божества.
Сама гетера влаштувала для коханця розкішний бенкет, кошти на який були здобуті шляхом вимагання у міст і приватних осіб, обкладених «свого роду податком». Це свято отримало широку популярність, завдяки опису, зробленому поетом Лінкеєм Самоським.
Полемон, автор твору «Про розписний портик у Сікіоні» повідомляє, що фіванці, плазуючи перед царем, також спорудили храм Афродіти Ламії. У Сікіоні, який за наполяганням Деметрія був перенесений на нове місце і названий Деметріадою, завдяки Ламії було споруджено знаменитий портик, який служив картинною галереєю.
Зв'язок з Ламією сильно компрометував Деметрія, який став до того ж, згідно зі звичаєм свого племені, двоєженцем.

## Історичні анекдоти
Численні історичні анекдоти про Ламію були зібрані сучасниками — Демохаром, Філіппідом та Лінкеєм Самоським, і більш пізніми авторами — Махоном та Філархом; частина з них, в тому числі і досить непристойні, наведена Плутархом і Афінеєм.
Один з комічних поетів назвав Ламію «Згубницею міст», обігравши прізвисько її царственого коханця, а Демохар назвав Деметрія «Міфом», оскільки в міфології є своя Ламія, а у нього своя.
Особливу неприязнь до Ламії демонстрував Лісімах, який люто ненавидів Деметрія; натякаючи на їх зв'язок, він зауважив, що вперше бачить шльондру на трагічній сцені, на що Деметрій відповів: «Моя шльондра чистіше Лісімахової Пенелопи».
Відповідно до іншого анекдоту, батько Деметрія Антигон, поблажливо ставився до запійного пияцтва і бісексуальної розпусти сина, коли той, повернувшись з подорожі, ніжно поцілував його, зі сміхом зауважив: «Тобі, певно, здається, що ти цілуєш Ламію, мій хлопчик».
Дата смерті Ламії невідома, але у зв'язку з подіями Чотирирічної війни 298—294 років до н. е. її ім'я вже не згадується.
За повідомленням Афінея, народила Деметрія дочка Філу.